# Florencia Busquets
Florencia Natasha Busquets Reyes (27 de junho de 1989) é uma voleibolista profissional argentina. 

## Carreira
Florencia Busquets representou a Seleção Argentina de Voleibol Feminino nos Jogos Olímpicos de Verão no Rio de Janeiro, que foi 9º colocada.

## Clubes
- I.M.D.EP. (2004–2005)
- Club Ferro Carril Oeste (2006–2008)
- River Plate (2008–2010)
- Deportivo Géminis (2011–2012)
- Boca Juniors (2012)
- Sporting Cristal (2013)
- Villa Dora (2013)
- CSV Alba Blaj (2014)
- Hôtel Cristal VFM (2014/2015)
- Boca Juniors (2015/2016)